# Фонгафале
Фонгафале, (англ. Fongafale, также именуется Фогале и Фагафале) — остров в Тувалу, входящий в состав атолла Фунафути, расположенный в северо-восточной части последнего и являющийся его крупнейшим островом. На острове живут 3136 жителей (2002).

## География
Представляет собой вытянутую полосу земли длиной 12 км и шириной как правило от 10 м до 50 м, с утолщением 400 м в центральном посёлке, где имеется аэропорт. Остров омывается Тихим океаном с востока и открытой лагуной с запада.
На острове есть семь небольших прудов.

## Население
На острове имеется 4 деревни, фактически слившиеся в одно поселение:
- Алапи (1024 чел.)
- Факаи Фоу (1007 чел.)
- Сенала (589 чел.)
- Ваиаку (516 чел.).

В деревне Ваиаку, самой юго-западной и крупной из всех, размещены правительственные здания, поэтому Ваиаку или Фонгафале иногда именуются столицей Тувалу, хотя официально столицей является весь атолл Фунафути.

## Инфраструктура
На Фонгафале расположены основные учреждения страны: резиденции правительства и генерал-губернатора, единственный отель, коммерческий банк, метеорологическая станция, станция по хранению горючего, тюрьма и почтовое управление.
В самой широкой его части рядом с деревней Ваиаку расположен аэропорт.